# Boyz-n-the-Hood
 (mai 2020).
La mise en forme du texte ne suit pas les recommandations de Wikipédia : il faut le « wikifier ».
Les points d'amélioration suivants sont les cas les plus fréquents. Le détail des points à revoir est peut-être précisé sur la page de discussion.
- Les titres sont pré-formatés par le logiciel. Ils ne sont ni en capitales, ni en gras.
- Le texte ne doit pas être écrit en capitales (les noms de famille non plus), ni en gras, ni en italique, ni en « petit »…
- Le gras n'est utilisé que pour surligner le titre de l'article dans l'introduction, une seule fois.
- L'italique est rarement utilisé : mots en langue étrangère, titres d'œuvres, noms de bateaux, etc.
- Les citations ne sont pas en italique mais en corps de texte normal. Elles sont entourées par des guillemets français : « et ».
- Les listes à puces sont à éviter, des paragraphes rédigés étant largement préférés. Les tableaux sont à réserver à la présentation de données structurées (résultats, etc.).
- Les appels de note de bas de page (petits chiffres en exposant, introduits par l'outil «  Source ») sont à placer entre la fin de phrase et le point final[comme ça].
- Les liens internes (vers d'autres articles de Wikipédia) sont à choisir avec parcimonie. Créez des liens vers des articles approfondissant le sujet. Les termes génériques sans rapport avec le sujet sont à éviter, ainsi que les répétitions de liens vers un même terme.
- Les liens externes sont à placer uniquement dans une section « Liens externes », à la fin de l'article. Ces liens sont à choisir avec parcimonie suivant les règles définies. Si un lien sert de source à l'article, son insertion dans le texte est à faire par les notes de bas de page.
- La présentation des références doit suivre les conventions bibliographiques. Il est recommandé d'utiliser les modèles {{Ouvrage}}, {{Chapitre}}, {{Article}}, {{Lien web}} et/ou {{Bibliographie}}. Le mode d'édition visuel peut mettre en forme automatiquement les références.
- Insérer une infobox (cadre d'informations à droite) n'est pas obligatoire pour parachever la mise en page.

Pour une aide détaillée, merci de consulter Aide:Wikification.
Si vous pensez que ces points ont été résolus, vous pouvez retirer ce bandeau et améliorer la mise en forme d'un autre article.
Singles de Eazy-E
Eazy-Duz-It
(1988)
Boyz-n-the-Hood est le premier single, sorti le 3 mars 1987, d'Eazy-E, leader du nouveau groupe de rap, N.W.A.

## Histoire
Dans les années 1980, à Los Angeles, la scène hip-hop était composée en majorité de musique électro et de sons funk dansants. A l'opposé de cette tendance, Boyz-n-the-Hood, le single d'Eazy-E adopte des paroles narratives et un tempo indansable. Le titre fut un succès local, réédité, à la fin de l'année, sur l'EP de N.W.A. intitulé N.W.A. et sur l'album de compilation N.W.A. and the Posse . 
Eric Wright, fondateur de Ruthless Records en 1986, avait chargé l'équipe de fabrication de chansons Ruthless - le producteur de disques Dr. Dre, aidé par DJ Yella et Arabian Prince, ainsi que Ice Cube - de rédiger la chanson conformément à la vision de Wright. Mais une fois qu'un groupe de rap signé de New York l'ai rejeté, Wright l'a rappé lui-même, surnommé Eazy-E. En 1988, après avoir recruté le rappeur MC Ren, N.W.A. a sorti son premier album officiel, Straight Outta Compton . 
Alors que l'album Straight de N.W.A. a incité le hip-hop de la région de Los Angeles à abandonner l'électro et à devenir rapidement hardcore, les rappeurs l'appelaient toujours "réality rap", alors que les médias l'appelleraient bientôt "gangsta rap". Pendant ce temps, également en 1988, un remix "Boyz-n-the-Hood" arrive sur un album de N.W.A. plus effronté, le premier album d'Eazy, Eazy-Duz-It . Après la dissolution de N.W.A. en 1991, le maxi d'Eazy  intitulé It's On ( Dr. Dre ) 187 um Killa, sorti en 1993, apporte un autre remix, "Boyz N Tha Hood (G-Mix)". 
Pourtant, en 1991, le titre est devenu emblématique grâce au réalisateur John Singleton, qui a emprunté le titre de cette chanson pour son film Boyz n the Hood. Il a fallu au total près de 30 ans pour que la chanson atteigne le palmarès pop. Sorti en août 2015, le film Straight Outta Compton avait renouvelé l'intérêt pour N.W.A. lorsque, le 5 septembre, "Boyz-n-the-Hood" a fait ses débuts sur le Billboard Hot 100. Cette semaine-là, à la 50e place, c'était le troisième plus haut classement du palmarès, derrière la chanson titre de 1988 " Straight Outta Compton "  à l'origine trop incendiaire pour une large émission radiophonique,,,,.

## Production
En 1986, à Compton, une ville du comté de Los Angeles, Eric Wright, Kelly Park Compton Crip et un trafiquant de drogue local, ont fondé Ruthless Records grâce aux connaissances de l'industrie et aux relations du directeur musical Jerry Heller et via les talents musicaux et les installations d'enregistrement apportées par le Dr Dre et Arabian Prince, deux DJ, producteurs de disques et artistes d'enregistrement qui ont du succès localement. L'équipe a contacté Ice Cube, membre du trio de rap local C.I.A., pour écrire les paroles en tant que nègre. Début 1987, Wright invite au studio d'enregistrement Audio Achievements, dans la ville voisine de Torrance, le groupe de rap HBO, ou Home Boys Only, venus de New York, pour enregistrer la chanson de l'équipe de fabrication de sons de Ruthless, "Boyz-n-the-Hood. " 
Avec un brouillon instrumental déjà enregistré par Dr Dre, assisté de DJ Yella et Arabian Prince, les membres d'HBO, évaluant les paroles encore sur papier, ont rejeté la chanson et sont sortis. En l'absence d'Ice Cube, Dre et Yella ont encouragé Wright à rapper la chanson lui-même. Pour faire rapper chaque ligne dans le timing avec sa mesure, ils ont enregistré ligne par ligne sur deux jours, se souvient DJ Yella,. Pourtant, malgré le fait qu'il rappait pour la première fois, Eazy-E a apporté une voix et un personnage distinctifs. À sa sortie, le single sample musicalement la chanson "I'm a Ho" du groupe de rap Whodini, et il sample vocalement la chanson des Beastie Boys " Hold It, Now Hit It " ainsi que deux classiques de la soul, la chanson de Jean Knight " Mr. Big Stuff " et, pour terminer, la chanson des Staple Singers " I'll Take You There ". 

## Contenu
Dans les paroles de "Boyz-n-the-Hood", Eazy-E est le protagoniste, son ami Kilo G est un voleur de voitures, et JD est un toxicomane du quartier. Eazy, "ennuyé comme l'enfer", fouille la ville pour "tomber malade".  Eazy-E repère Kilo G, comme d'habitude, en train de chercher des voitures à voler, mais découvre JD essayant de voler son autoradio.  Eazy et JD échangent des mots, coupés court une fois que JD s'éloigne.  Eazy le suit, mais JD sort un pistolet, après quoi Eazy lui tire dessus, réduisant à néant la vie de JD et la simple tentative d'Eazy de se réconcilier avec lui.  Ensuite, Eazy a une rencontre sexuelle avec une femme, ce qui amène Eazy à "revenir comme un proxénète et à gifler la pu...", et à faire de même avec son père en colère.  
Plus tard, Eazy est témoin de l'arrestation de Kilo G, qui, privé de caution, incitera à une émeute en prison. Lors de son procès, la petite amie de Kilo G, Suzy, tire sur les députés, mais laisse en quelque sorte la salle debout, commençant l'audience par sa propre incarcération.  En 2005, le journaliste musical Jeff Chang trouve cette intrigue écrite par O'Shea "Ice Cube" Jackson, alors âgé de 17 ans, "une interpolation sournoise du drame réel de Jonathan Jackson ".  En 1970, alors qu'il avait 17 ans, Jonathan, le frère cadet de George Jackson, un Black Panther emprisonné, a pris d'assaut, dans la région de la baie de Californie, une salle d'audience pour réclamer des otages judiciaires et troquer la libération de son frère aîné, aboutissant à sa propre mort lors de la fusillade du palais de justice du comté de Marin en 1970. . "  Sur cette torsion de l'intrigue, dit Chang, le single d'Eazy "a atteint le niveau du mythe générationnel".  

## Versions
La version originale de la chanson, qui a été publiée sur l'album N.W.A. and the Posse en 1987, ne contenait que les cinq vers, commençant par la ligne «Cruisin down the street in my six-fo». De légers changements de paroles sont également présents dans la version album. 
La version remix contient un prologue qui montre Eazy-E décrivant la lecture du morceau " Gangsta Gangsta " de l'album de son groupe N.W.A. de 1988, puis annonçant qu'il jouera sa propre chanson, qui est en fait le reste de la chanson "Boyz-n- the-Hood ", puis la chanson continue. 
La version originale et les versions remixées de "Boyz-n-the-Hood" apparaissent sur le maxi-single 1989. Ils sont présentés sur la face A, tandis que les versions originales et remixées de "Dopeman" apparaissent sur la face B.
La chanson a été jouée lors de la tournée Up In Smoke. Dr. Dre a joué cette chanson en hommage à Eazy-E, avec la foule qui chantat le refrain. 

## Réception critique et héritage
Jeff Chang décrit «Boyz-n-the-Hood» comme «un hymne pour la jeunesse urbaine sans père, sans frère, agressée par l'État et lourdement armée de la côte ouest» et le style de rap d'Eazy-E comme «un chant mort ... peut-être un résultat de la nervosité consciente du hardcore." 
Rolling Stone classe la chanson parmi les 20 meilleures chansons de rap de la côte ouest qui ont précédé Straight Outta Compton de la N.W.A.. Le critique David Drake a commenté: "C'était un enregistrement de la vie quotidienne qui se préoccupait moins des commentaires ou de la critique que de transmettre simplement un style de vie."  Écrivant également pour Rolling Stone, Brian Hiatt compare le sujet de "Boyz-n-the-Hood" à " 6 in the Mornin ' " de Ice-T et " PSK What Does It Mean? " De Schoolly D. 

## Versions de couverture
Les Red Hot Chili Peppers ont souvent repris la chanson en direct en tant que jam d'introduction à leur propre chanson, "Special Secret Song Inside" lors de leur tournée Mother's Milk de 1989-90. 
En 2004, la chanson a été repensée et samplé par le rappeur Jim Jones sur son premier album On My Way to Church . Sa version s'appelait " Certified Gangstas " et mettait en vedette Bezel et Cam'ron. 
Outre la chanson de Jim Jones, il y a eu de nombreux remakes, notamment une reprise du groupe de rock alternatif Dynamite Hack, qui a atteint la 12e place sur les Billboard Modern Rock Tracks en 2000. La dernière ligne de cette version, "Punk ass trippin in the dead of night", est chantée au rythme du "Blackbird" des Beatles : "Blackbird singing in the dead of night". Cependant, certains des mots, ainsi que la mélodie de "Blackbird", ont été modifiés pour le clip musical de la chanson. 
Le groupe de rap hispanique Brownside a fait un remake de la chanson intitulée "Vatos In The Barrio". L'instrumental de l'original est refait et les paroles sont légèrement différentes mais gardent cependant la structure principale de la version d'Eazy-E. 
Le rappeur de Memphis Underground Koopsta Knicca du groupe de rap américain Three 6 Mafia a fait sa propre version appelée "Back In Da Hood". 
Shwayze utilise l'une des répliques de "Boyz N The Hood" dans sa chanson "Lost My Mind" sur son album Shwayze ; la ligne qu'il utilise est "Woke up at about noon just thought that I had to be in Compton Soon." 
Il est samplé dans " Front Back " de UGK  (ainsi que dans son remix par TI) " My 64 " par Mike Jones (avec Bun B, Snoop Dogg et Lil 'Eazy-E), "Pojat On Huudeilla" d' Eurocrack, et "Them Boys Down South" de Big Chance. 
La piste 8 (disque 2) de l'album "The Legend" de DJ Screw a le même style de chanson que Boyz-n-the-Hood. 
Yelawolf a créé une chanson intitulée "Boyz-n-the-Woodz" pour sa mixtape de 2008, Ball of Flames: the Ballad of Slick Rick E. Bobby . La chanson interpole le refrain d'origine mais est conçue pour donner une sensation de "white trash". 

## Billboards
| Chart (2015                          | Meilleure position |
| ------------------------------------ | ------------------ |
| Australia (ARIA)                     | 69                 |
| US Billboard Hot 100Chansons         | 50                 |
| US Hot R&B/Hip-Hop Songs (Billboard) | 18                 |
| US Hot Rap Songs (Billboard)         | 14                 |